# Südostasienspiele 1987
Die Südostasienspiele 1987, englisch als Southeast Asian Games (SEA Games) bezeichnet, fanden vom 9. bis 20. September 1987 in Jakarta statt. Es war die 14. Auflage der Spiele. Es nahmen mehr als 1500 Athleten und Offizielle aus 8 Ländern in 26 Sportarten an den Spielen teil.

## Medaillenspiegel
| Platz | Land        | Gold | Silber | Bronze | Gesamt |
| ----- | ----------- | ---- | ------ | ------ | ------ |
| 1     | Indonesien  | 183  | 136    | 84     | 407    |
| 2     | Thailand    | 63   | 57     | 67     | 188    |
| 3     | Philippinen | 59   | 78     | 69     | 206    |
| 4     | Malaysia    | 35   | 41     | 67     | 144    |
| 5     | Singapur    | 19   | 38     | 64     | 121    |
| 6     | Birma       | 13   | 15     | 21     | 50     |
| 7     | Brunei      | 1    | 5      | 17     | 24     |
| 8     | Kampuchea   | 0    | 1      | 9      | 10     |

## Sportarten
- Badminton
- Basketball
- Bodybuilding
- Bogenschießen
- Bowling
- Boxen
- Fechten
- Fußball
- Gewichtheben
- Golf
- Hockey
- Judo
- Kanu
- Karate
- Leichtathletik
- Pencak Silat
- Radsport
- Ringen
- Schießen
- Schwimmsport
- Segeln
- Sepak Takraw
- Softball
- Taekwondo
- Tennis
- Tischtennis
- Turnen
- Volleyball
- Wasserski

## Referenzen
- Percy Seneviratne (1993) Golden Moments: the S.E.A Games 1959-1991 Dominie Press, Singapur ISBN 981-00-4597-2
- Geschichte der Südostasienspiele